# Laken

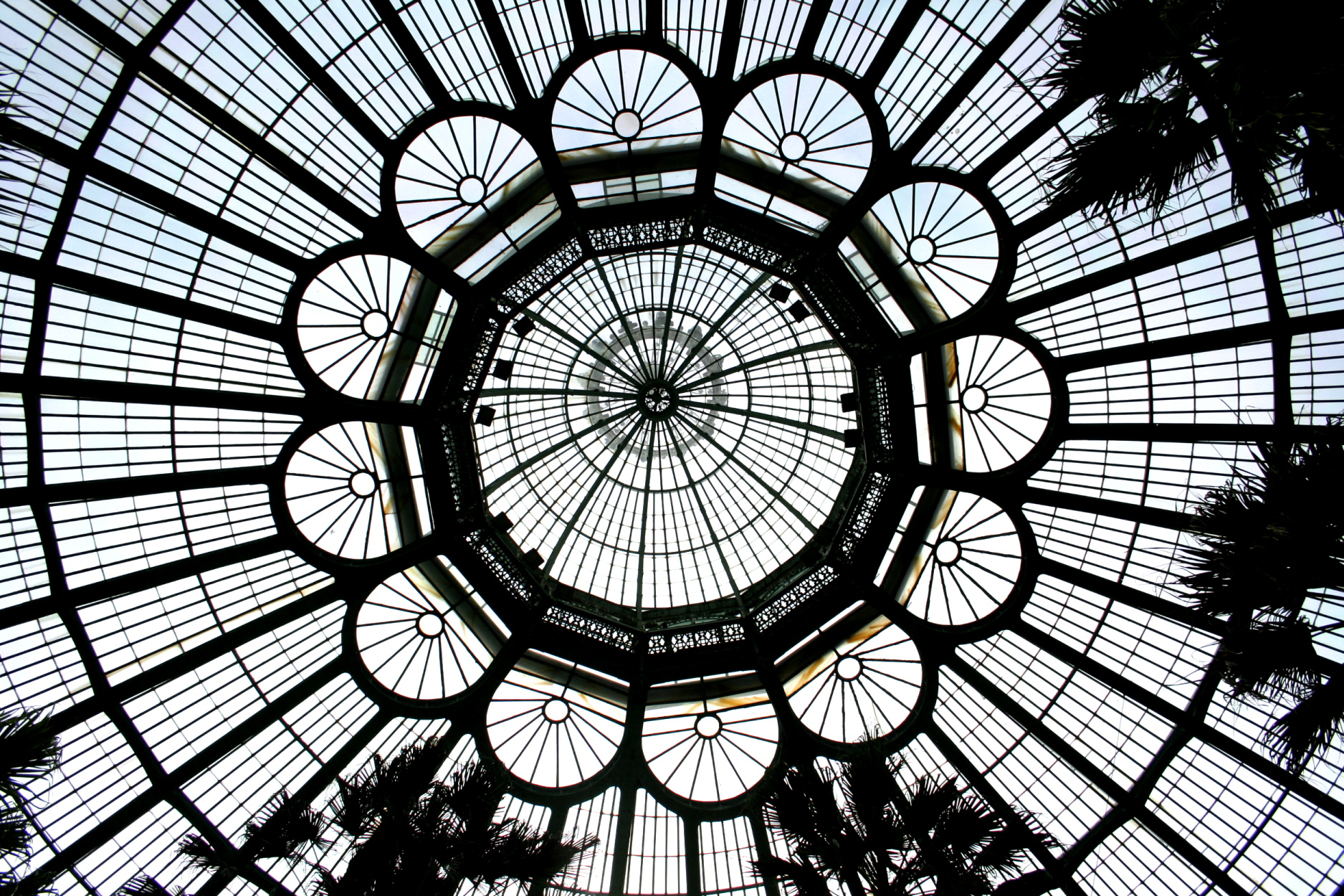
Laeken, els reials hivernacles de Balat (1874-1890).

Laken (Laeken en francès) és un antic municipi de Bèlgica. Fins que el 1921 va fusionar amb Brussel·les, era un municipi independent. Des de 1989 forma part de la Regió de Brussel·les-Capital. En una zona històricament de parla neerlandesa, avui té un estatut bilingüe.
Compta amb sis estacions de metro (Pannenhuis, Bockstael, Stuyvenberg, Houba-Brugmann, Heysel i Roi Baudouin). Té una biblioteca pública, un cementiri i altres edificis importants, entre ells el famós Atomium, el parc de l'exposició universal, Brupark (Kinépolis, Mini-Europe, Océade i The Village), la residència dels ducs de Brabant, els hivernacles reials de Laken (oberts uns pocs dies a l'any, construïts per Alphonse Balat, amb ajuda de Victor Horta), o l'església neogòtica de Nostra Senyora.
Alberga també el Castell Reial de Laken on resideix la família reial belga des de l'asecensió al tron del rei Leopold I i on Napoleó I va signar la declaració de guerra contra Rússia
El Castell Reial de Laken va ser construït entre 1782 i 1784 per Charles De Wailly, el 1890 va ser destruït parcialment, i fou posteriorment restaurat per Charles Girault.

## Església de Nostra Senyora de Laken

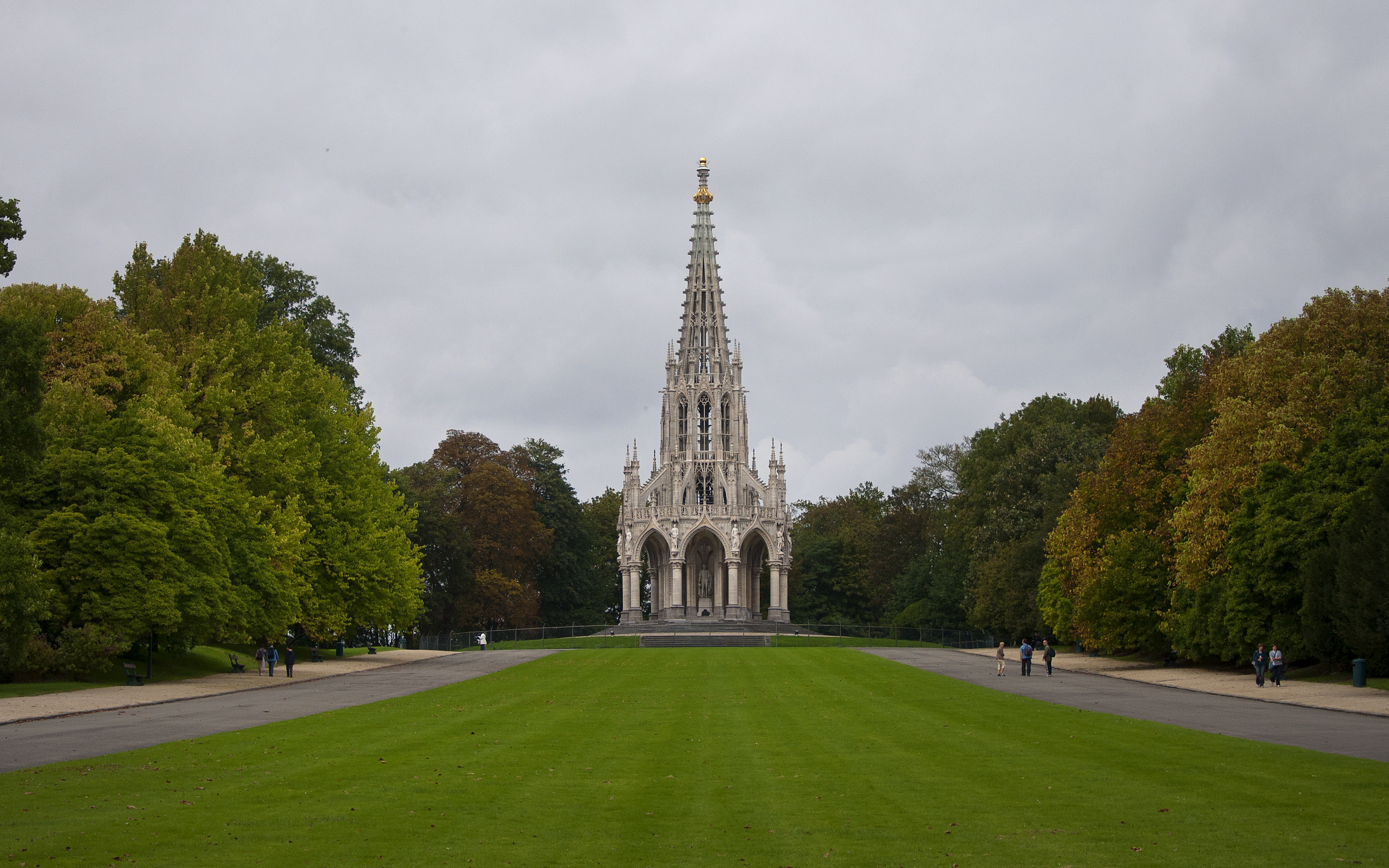
Monument de Leopold I davant del Castell Reial de Laeken.

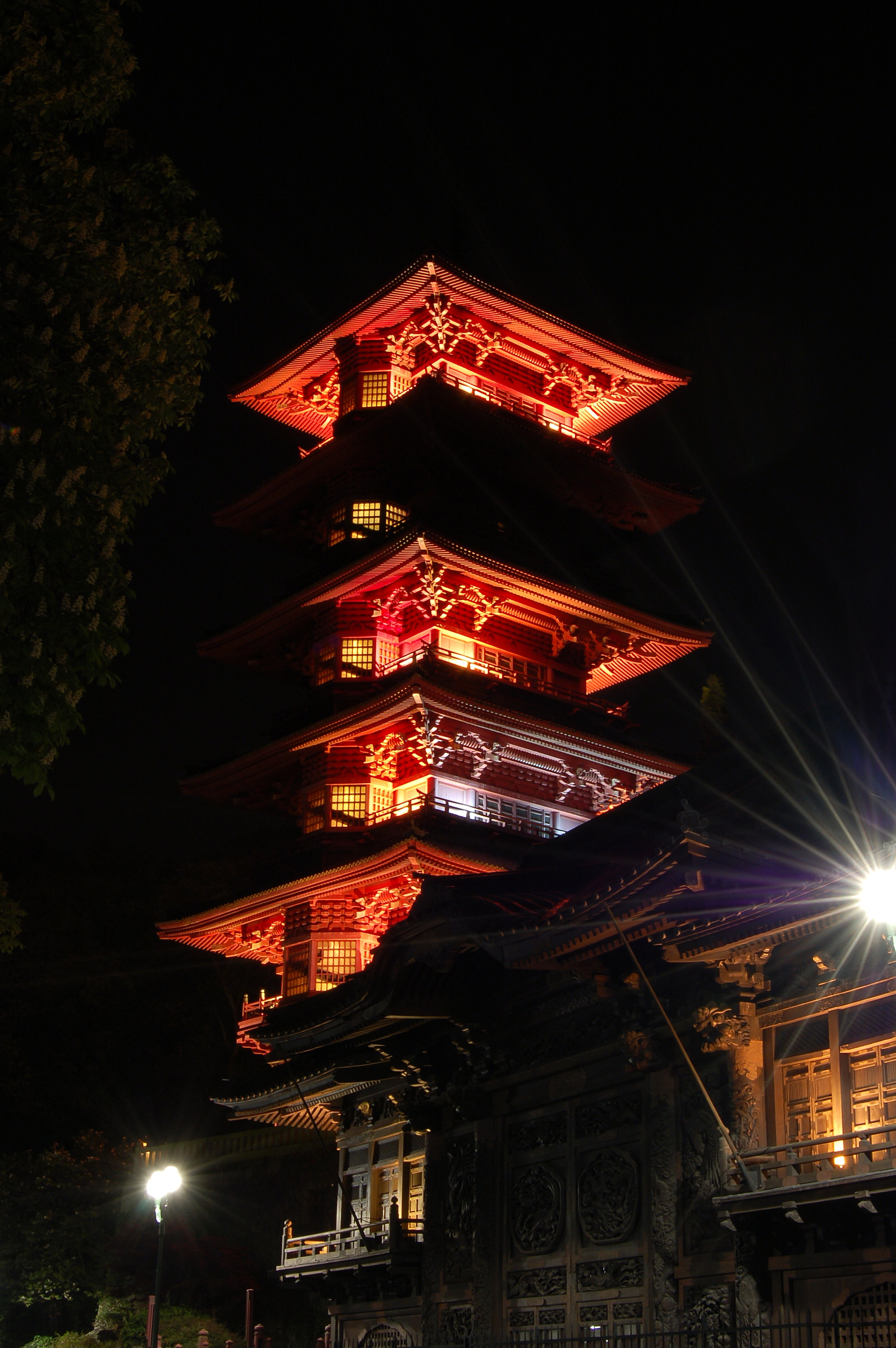
La torre japonesa de nit.

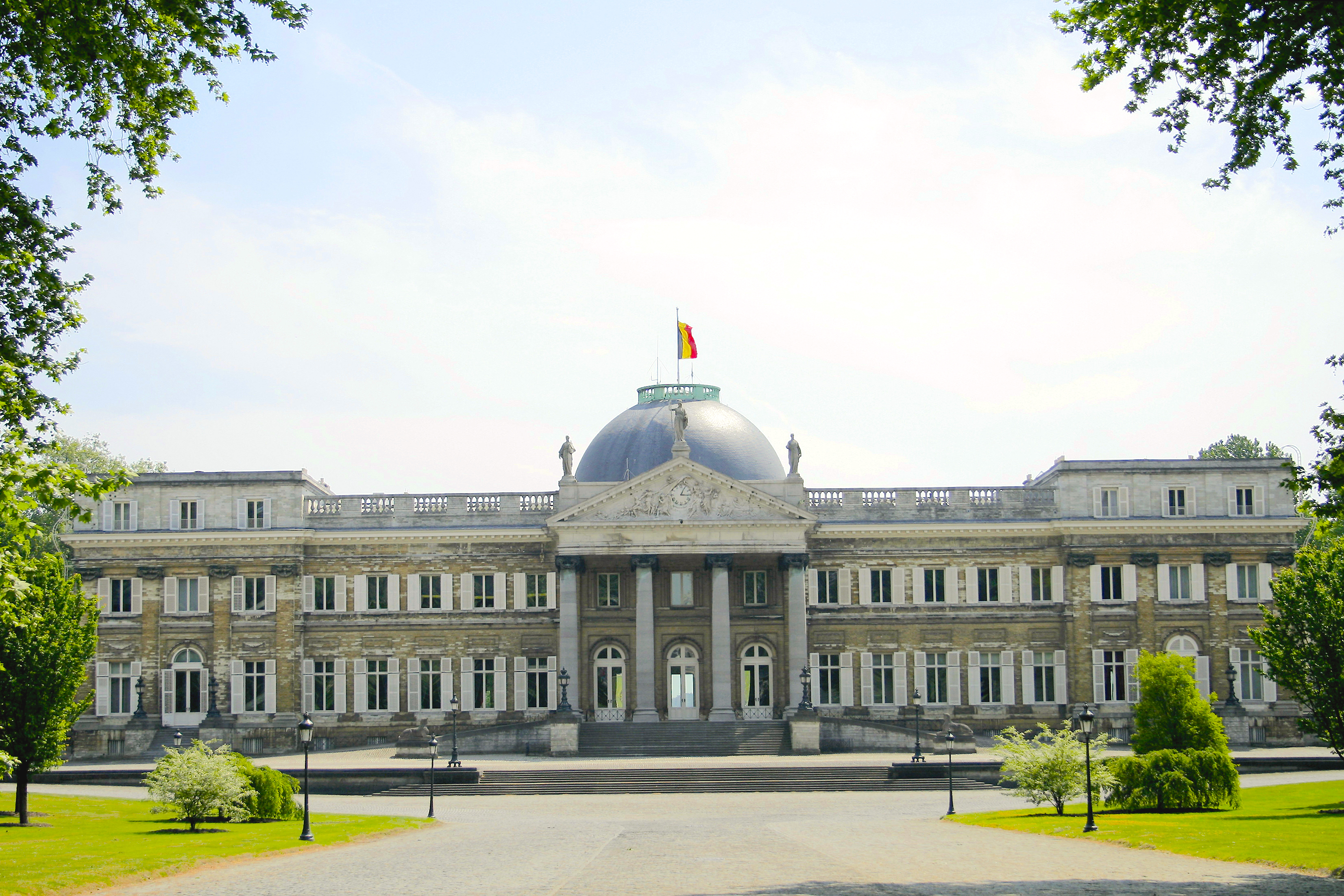
Castell Reial de Laken.

Cap al sud dels terrenys del palau reial, hi ha l'església neogòtica de Nostra Senyora. Va ser construïda com a mausoleu per a la reina Louise-Marie, dona de Leopold I. Joseph Poelaert, que ja havia projectat el Palau de Justícia de Brussel·les en va ser l'arquitecte. L'església alberga en una cripta el panteó de la família reial belga. El cementiri darrere de l'església és conegut com el «Père Lachaise belga», ja que hi són enterrats els ciutadans més rics i famosos. S'hi poden veure les tombes de Fernand Khnopff i Maria Malibran.
Tots els reis dels belgues són enterrats a Laken.
| Nom                       | Dates     |
| ------------------------- | --------- |
| Leopold I                 | 1790-1865 |
| Lluïsa d'Orleans          | 1812-1850 |
| Leopold II                | 1835-1909 |
| Maria Enriqueta d'Àustria | 1836-1902 |
| Charlotte de Bèlgica      | 1840-1927 |
| Albert I                  | 1875-1934 |
| Elisabet de Baviera       | 1876-1965 |
| Leopold III               | 1901-1983 |
| Àstrid de Suècia          | 1905-1935 |
| Lilian Baels              | 1916-2002 |
| Príncep regent Carles     | 1903-1983 |
| Balduí I                  | 1930-1993 |
| Fabiola de Mora y Aragón  | 1928-2014 |
| Alexandre de Bèlgica      | 1942-2009 |